# Акбідай
Акбіда́й (каз. Ақбидай) — село у складі Байтерецького району Західноказахстанської області Казахстану. Входить до складу Роздольненського сільського округу.
Населення — 79 осіб (2021; 169 у 2009, 174 у 1999, 142 у 1989).
До 2020 року село називалось Красний Свєт.